# 품질 관리 시스템
품질 관리 시스템(Quality management system, QMS)은 고객 요구 사항을 지속적으로 충족하고 만족도를 높이는 데 초점을 맞춘 비즈니스 프로세스의 모음이다. 이는 조직의 목적 및 전략적 방향(ISO 9001:2015)과 일치한다. 이는 이를 구현하고 유지하는 데 필요한 조직의 목표와 열망, 정책, 프로세스, 문서화된 정보 및 리소스로 표현된다. 초기 품질 관리 시스템은 간단한 통계와 무작위 샘플링을 사용하여 산업 제품 생산 라인의 예측 가능한 결과를 강조했다. 20세기까지 노동 투입은 일반적으로 대부분의 산업화된 사회에서 가장 비용이 많이 드는 투입이었다. 따라서 초점은 팀 협력과 역동성, 특히 지속적인 개선 주기를 통한 문제의 조기 신호로 옮겨졌다. 21세기에 QMS는 지속 가능성 및 투명성 이니셔티브와 수렴하는 경향이 있었다. 투자자와 고객 만족도 및 인지된 품질이 점점 더 이러한 요소와 연관되어 있기 때문이다. QMS 체제 중에서 ISO 9000 표준 제품군은 아마도 전 세계적으로 가장 널리 구현될 것이다. ISO 19011 감사 (위험 관리) 체제는 두 가지 모두에 적용되며 품질과 지속 가능성 및 이들의 통합을 다룬다.
기타 QMS(예: Natural Step)는 지속 가능성 문제에 초점을 맞추고 체계적인 사고, 투명성, 문서화 및 진단 규율의 결과로 기타 품질 문제가 줄어들 것이라고 가정한다.
"품질 관리 시스템"이라는 용어와 "QMS"라는 두문자어는 IT 업계에서 QMS의 일반 모델을 설계하고 구현하는 영국의 경영 컨설턴트인 켄 크로처(Ken Croucher)가 1991년에 발명했다.

## 같이 보기
- 능력 성숙도 통합 모델
- 우수 의약품 제조 및 품질관리 기준
- ISO 14000
- 품질 보증
- 품질 관리
- 소프트웨어 품질
- 표준 운영 절차
- 전사적 품질 경영
- 검사와 타당성 검증